# A' Katīgoria 1972-1973
La A' Katīgoria 1972-1973 (in greco Πρωτάθλημα Α' Κατηγορίας) è stata la 34ª edizione della massima serie del campionato cipriota di calcio; vide la vittoria finale dell'APOEL, che conquistò il suo undicesimo titolo.

## Stagione

### Novità
Rispetto alla stagione precedente mancarono l'Omonia, promosso in Alpha Ethniki 1972-1973, e l'APOP Paphou, retrocesso; furono sostituiti dall'Evagoras Paphou, vincitore della B' Katīgoria 1971-1972, unitamente a ASIL Lysī e Arīs Limassol (seconda e terza classificate) e dall'Olympiakos Nicosia, retrocesso dall'Alpha Ethniki 1971-1972; pertanto il numero di squadre salì da dodici a quattordici.

### Formula
Il torneo fu disputato da quattordici squadre che si incontrarono in gare di andata e ritorno per un totale di ventisei turni per squadra; furono assegnati due punti in caso di vittoria, uno in caso di pareggio e zero in caso di sconfitta. L'ultima classificata veniva retrocessa in B' Katīgoria 1973-1974; in caso di arrivo in parità prevaleva il quoziente reti. Come nella precedente stagione la prima classificata otteneva la promozione nel massimo campionato di calcio greco.

## Squadre partecipanti
| Club                | Città     | Stadio                    | Stagione precedente              |
| ------------------- | --------- | ------------------------- | -------------------------------- |
| AEL Limassol        | Limassol  | Stadio GSO                | 11º in A' Katīgoria              |
| Alkī Larnaca        | Larnaca   | Vecchio Stadio GSZ        | 9º in A' Katīgoria               |
| Anorthōsis          | Famagosta | Stadio GSE                | 8º in A' Katīgoria               |
| APOEL               | Nicosia   | Vecchio Stadio GSP        | 3º in A' Katīgoria               |
| Apollōn Limassol    | Limassol  | Stadio GSO                | 6º in A' Katīgoria               |
| Arīs Limassol       | Limassol  | Stadio GSO                | 3º in B' Katīgoria, promosso     |
| ASIL Lysī           | Lysi      | Stadio Grigoris Afxentiou | 2º in B' Katīgoria, promosso     |
| Evagoras Paphou     | Pafo      | Stadio GSK                | 1º in B' Katīgoria, promosso     |
| Digenīs Morphou     | Morfou    | Stadio Comunale di Morfou | 2º in A' Katīgoria               |
| EN Paralimni        | Paralimni | Stadio Tasos Markou       | 7º in A' Katīgoria               |
| EPA Larnaca         | Larnaca   | Vecchio Stadio GSZ        | 4º in A' Katīgoria               |
| Nea Salamis         | Famagosta | Stadio GSE                | 10º in A' Katīgoria              |
| Olympiakos Nicosia  | Nicosia   | Vecchio Stadio GSP        | 18º in Alpha Ethniki, retrocesso |
| Pezoporikos Larnaca | Larnaca   | Vecchio Stadio GSZ        | 5º in A' Katīgoria               |

## Classifica finale
|  | Pos. | Squadra             | Pt | G  | V  | N  | P  | GF | GS | DR  |
|  | ---- | ------------------- | -- | -- | -- | -- | -- | -- | -- | --- |
|  | 1.   | APOEL               | 42 | 26 | 17 | 8  | 1  | 35 | 11 | +24 |
|  | 2.   | Olympiakos Nicosia  | 34 | 26 | 15 | 4  | 7  | 40 | 22 | +18 |
|  | 3.   | Pezoporikos Larnaca | 31 | 26 | 9  | 13 | 4  | 28 | 17 | +11 |
|  | 4.   | Anorthōsis          | 30 | 26 | 12 | 6  | 8  | 24 | 17 | +7  |
|  | 5.   | EN Paralimni        | 27 | 26 | 9  | 9  | 8  | 26 | 26 | 0   |
|  | 6.   | EPA Larnaca         | 26 | 26 | 8  | 10 | 8  | 28 | 23 | +5  |
|  | 7.   | Digenīs Morphou     | 26 | 26 | 10 | 6  | 10 | 26 | 30 | -4  |
|  | 8.   | AEL Limassol        | 24 | 26 | 8  | 8  | 10 | 30 | 29 | +1  |
|  | 9.   | Evagoras Paphou     | 23 | 26 | 6  | 11 | 9  | 20 | 29 | -9  |
|  | 10.  | Arīs Limassol       | 22 | 26 | 5  | 12 | 9  | 25 | 34 | -9  |
|  | 11.  | Apollōn Limassol    | 21 | 26 | 7  | 7  | 12 | 23 | 29 | -6  |
|  | 12.  | Alkī Larnaca        | 20 | 26 | 5  | 10 | 11 | 18 | 26 | -8  |
|  | 13.  | Nea Salamis         | 20 | 26 | 8  | 4  | 14 | 18 | 28 | -10 |
|  | 14.  | ASIL Lysī           | 18 | 26 | 5  | 8  | 13 | 17 | 37 | -20 |

### Verdetti
- APOEL Campione di Cipro 1972-73, promosso in Alpha Ethniki 1973-1974 e ammesso alla Coppa dei Campioni 1973-1974.
- Pezoporikos Larnaca qualificato in Coppa delle Coppe 1973-1974 in qualità di finalista della Kypello Kyprou 1973-1974 (il vincitore era l'APOEL).
- Olympiakos Nicosia qualificato in Coppa UEFA 1973-1974.
- ASIL Lysī retrocesse in B' Katīgoria 1973-1974.

## Statistiche
Capocannoniere del torneo fu Lakis Theodorou dell'EPA Larnaca FC con 17 reti.